# Bohnenkräuter
Die Bohnenkräuter (Satureja) sind eine Pflanzengattung innerhalb der Familie der Lippenblütler (Lamiaceae).

## Beschreibung

### Vegetative Merkmale
Die Bohnenkraut-Arten sind zweijährige oder ausdauernde krautige Pflanzen oder Zwergsträucher. Die Stängel sind meist aufrecht. Die Blätter sind lineal bis schmal-lanzettlich, der Blattrand ist ganzrandig oder trägt seichte Zähne. Meist sind die Blätter nicht in Stängel- und Hochblätter differenziert.

### Generative Merkmale
Die Blüten stehen in lockeren bis dichten, dann jedoch armblütigen Teilblütenständen. Die zwittrigen Blüten sind zygomorph und fünfzählig mit doppelter Blütenhülle. Der Kelch ist röhren- bis glockenförmig, etwas undeutlich 10- (selten bis 13-)nervig und hat fünf fast gleiche Zähne, selten ungleiche. Der Kelchschlund ist meist behaart. Die Krone ist zweilippig mit gerader Kronröhre. Die Farbe reicht von violett über rötlich bis weißlich. Die Oberlippe ist flach und ganzrandig oder ausgerandet. Die Unterlippe besteht aus drei Lappen, die meist abgerundet sind. Von den vier fruchtbaren Staubblättern sind zwei länger, zwei kürzer. Sie liegen der Oberlippe mehr oder weniger an und sind gebogen. Sie sind – wie auch der Griffel – kürzer oder nur ein wenig länger als die Oberlippe. Die Griffeläste sind annähernd gleich lang.
Die Teilfrüchte sind eiförmig und leicht behaart.

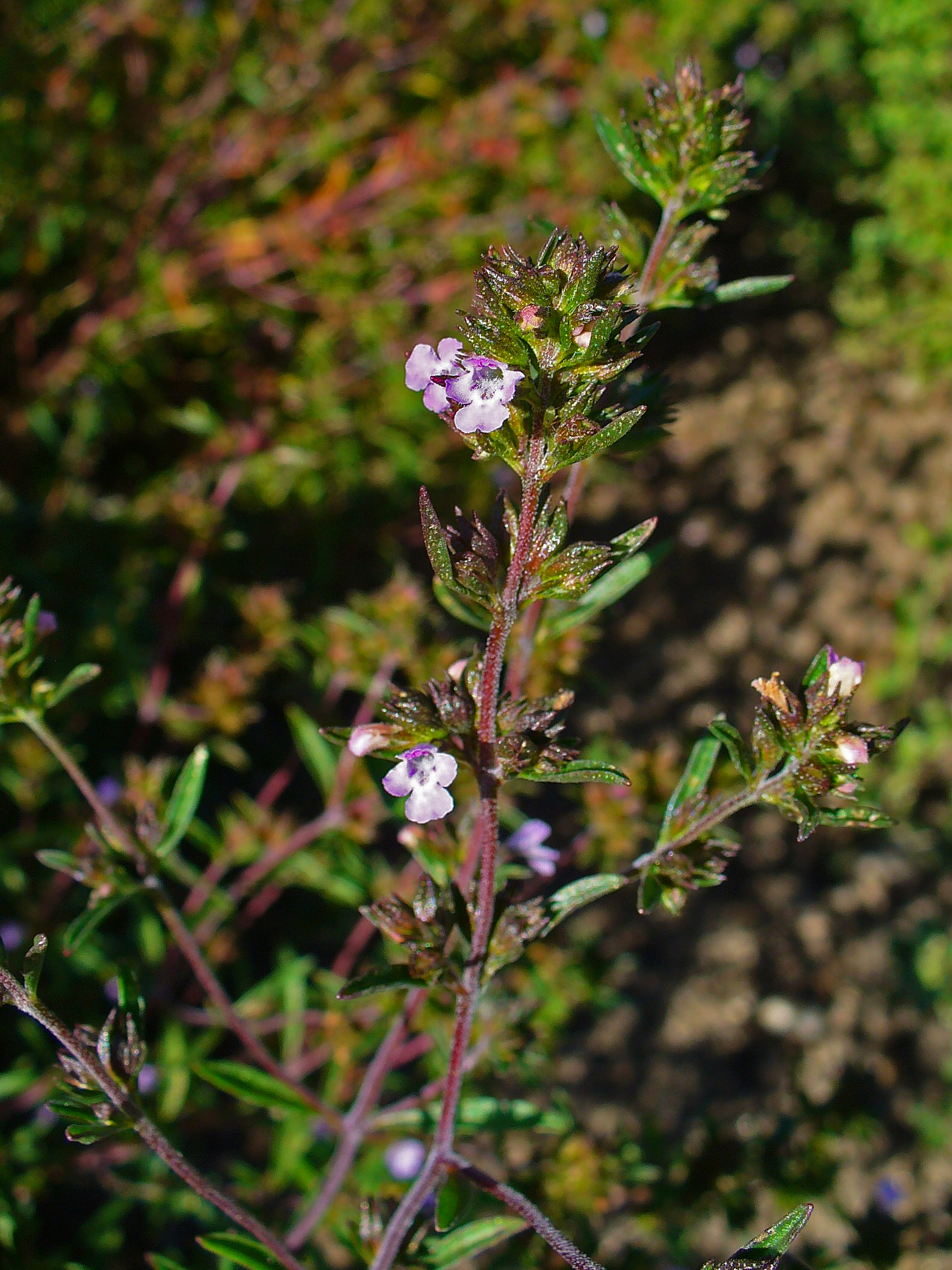
Sommer-Bohnenkraut (Satureja hortensis)

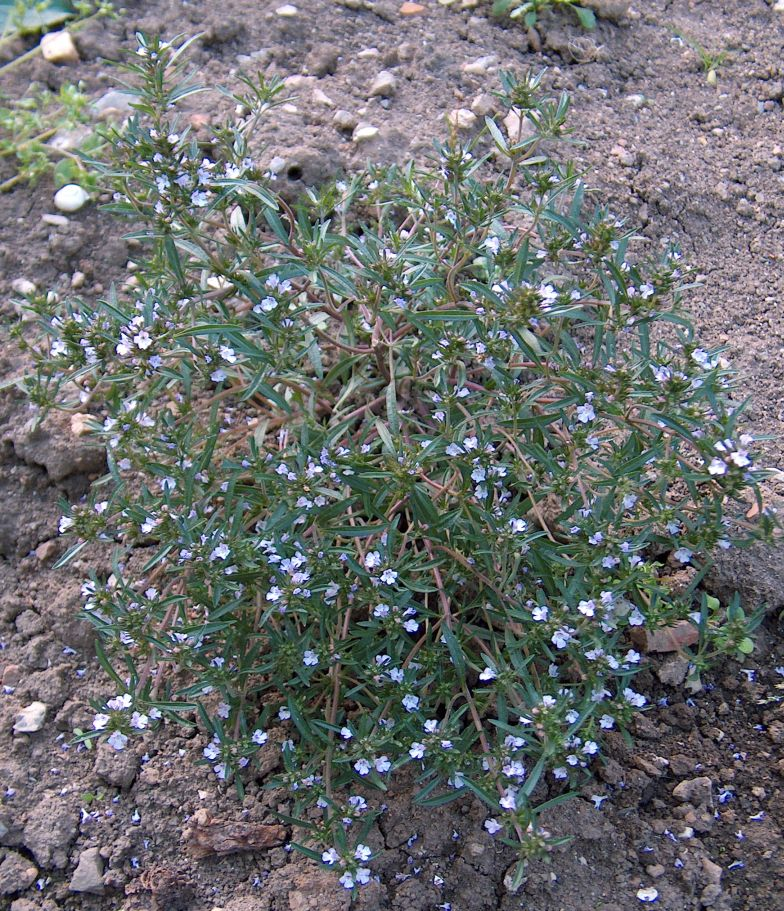
Sommer-Bohnenkraut (Satureja hortensis)

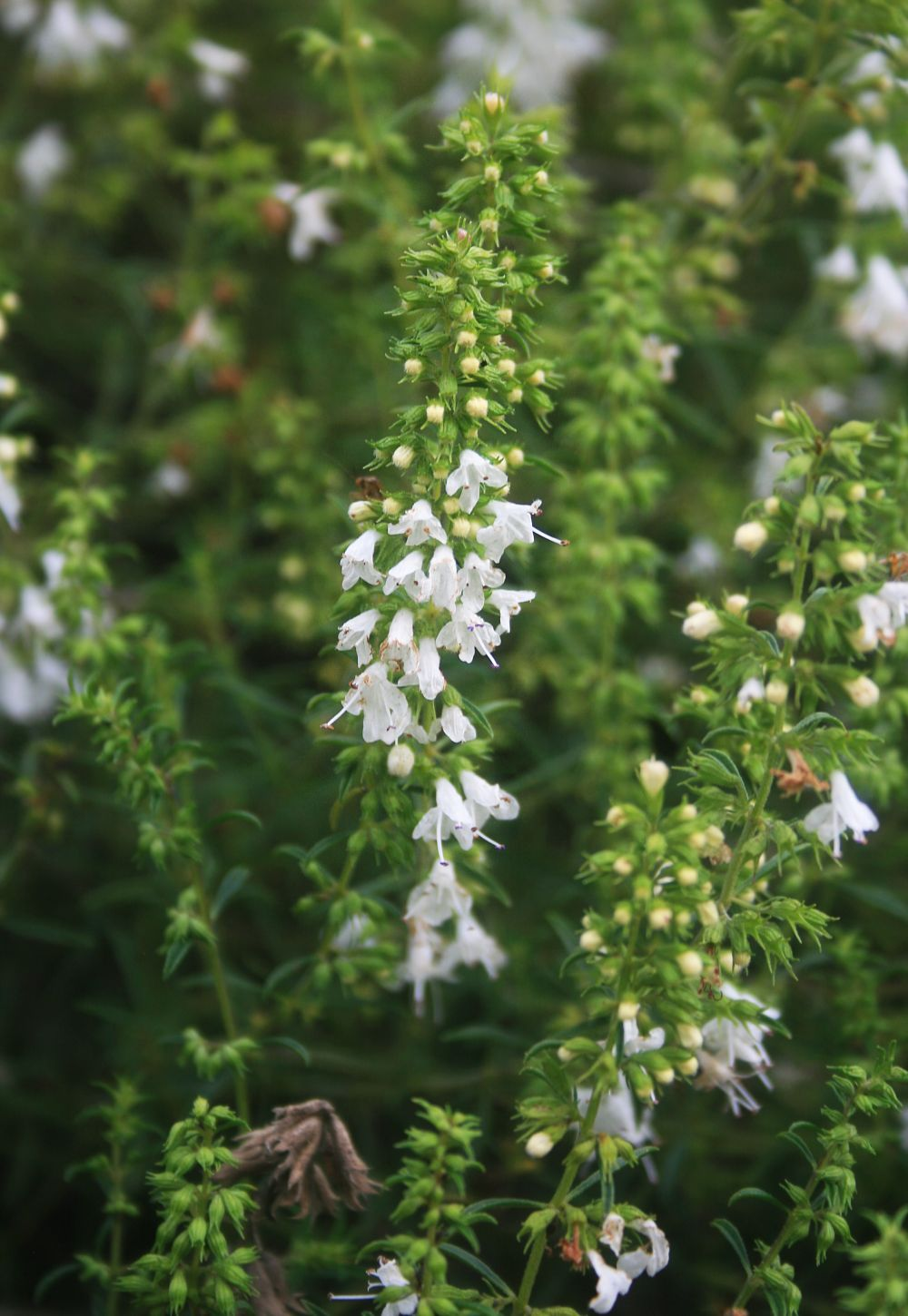
Kriechendes Bohnenkraut (Satureja spicigera)

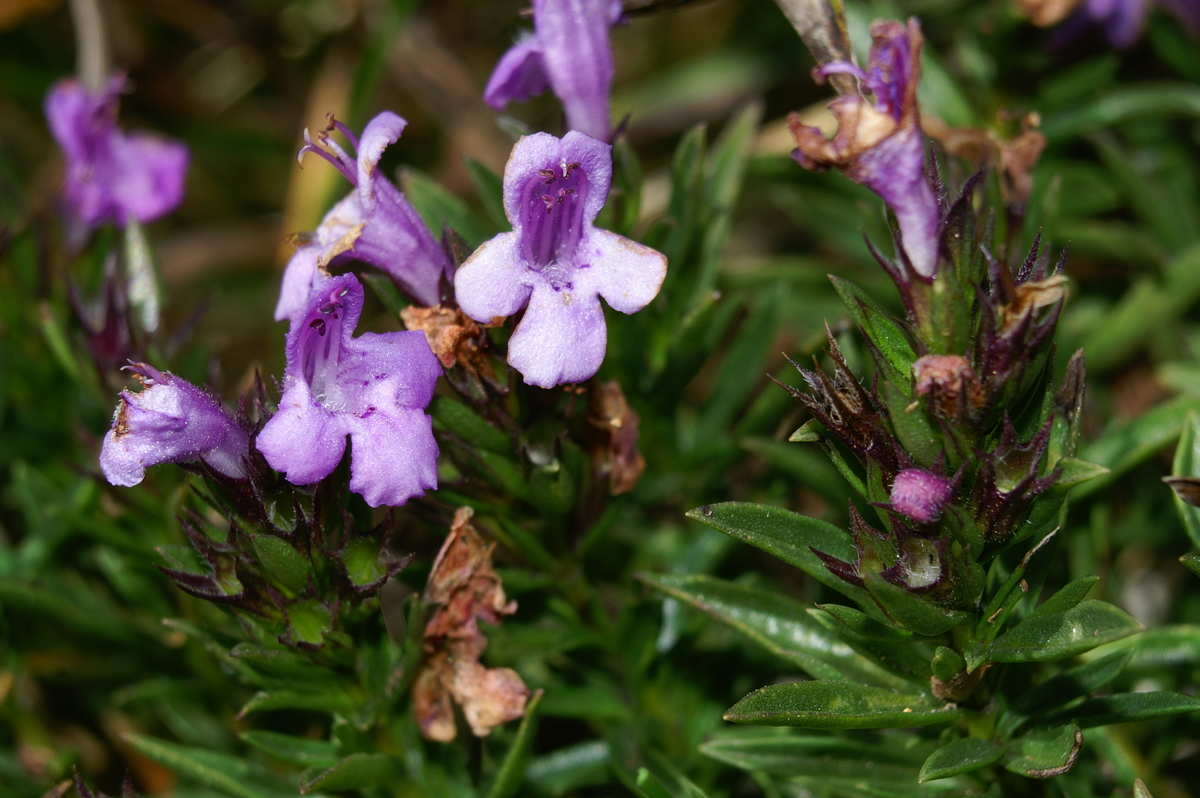
Satureja subspicata

## Systematik und Verbreitung
Die Gattung Satureja wurde 1753 durch Carl von Linné aufgestellt. Als Lectotypusart wurde durch Nathaniel Lord Britton und A. Brown Satureja hortensis L. festgelegt. Die Gattung Satureja gehört zur Subtribus Menthinae der Tribus Mentheae in der Unterfamilie Nepetoideae innerhalb der Familie der Lamiaceae.
Seit es molekulargenetische Untersuchungsmethoden gibt, wurden viele Arten der Gattung Satureja in andere Gattungen, beispielsweise Micromeria und Clinopodium, gestellt. Auch die Arten der tropischen Gebirge gehören nicht mehr zur Gattung Satureja.
Die Gattung Satureja gedeiht vorwiegend vom Mittelmeer- bis zum Kaukasus-Raum und in den gemäßigten Gebieten Eurasiens. Etwa zwölf Arten kommen in Europa vor. In Mitteleuropa ist keine Art heimisch.
Es gibt etwa 38 Satureja-Arten:
- Satureja adamovicii Šilić: Die Heimat ist die nordwestliche Balkanhalbinsel.[3]
- Satureja aintabensis P.H.Davis: Die Heimat ist die südliche Türkei.[3]
- Satureja amani P.H.Davis: Die Heimat ist die südliche Türkei.[3]
- Satureja atropatana Bunge: Die Heimat ist der nordwestliche Iran.[3]
- Satureja avromanica Maroofi: Die Heimat ist der Iran.[3]
- Satureja bachtiarica Bunge: Die Heimat ist der westliche und südliche Iran.[3]
- Satureja boissieri Hausskn. ex Boiss.: Das Verbreitungsgebiet reicht von der östlichen Türkei bis zum nördlichen Iran.[3]
- Satureja bzybica Woronow: Die Heimat ist Transkaukasien.[3]
- Satureja ×caroli-paui G.López (= Satureja innota × Satureja montana)
- Satureja cilicica P.H.Davis: Die Heimat ist die südliche Türkei.[3]
- Satureja coerulea Janka: Das Verbreitungsgebiet reicht vom östlichen Rumänien bis zur nordwestlichen Türkei.[3]
- Satureja cuneifolia Ten.[4]: Das Verbreitungsgebiet reicht vom südlichen Spanien bis Südosteuropa und westlichen Irak.[3]
- Satureja ×delpozoi Sánchez-Gómez, J.F.Jiménez & R.Morales (= Satureja cuneifolis × Satureja intricata)
- Satureja douglasii (Benth.) Briq.[5] (wird auch zur Gattung Micromeria gestellt)
- Satureja edmondii Briq.: Die Heimat ist der westliche Iran.[3]
- Satureja ×exspectata G.López (= Satureja intricata × Satureja montana)
- Satureja fukarekii Šilić: Die Heimat ist die nordwestliche Balkanhalbinsel.[3]
- Satureja hellenica Halácsy: Die Heimat ist Griechenland.[3]
- Sommer-Bohnenkraut (Satureja hortensis L.): Es ist von Südosteuropa bis zum Altaigebirge verbreitet.[3]
- Satureja horvatii Šilić: Die Heimat ist die Balkanhalbinsel.[3]
- Satureja icarica P.H.Davis: Sie kommt auf Inseln der Ägäis vor.[3]
- Satureja innota (Pau) Font Quer[6]: Sie kommt nur im östlichen Spanien vor.[3]
- Satureja intermedia C.A.Mey.: Das Verbreitungsgebiet reicht vom südöstlichen Kaukasusraum bis zum nördlichen Iran.[3]
- Satureja intricata Lange[6]: Die Heimat ist Spanien.[3]
- Satureja isophylla Rech. f.: Die Heimat ist der nördliche Iran.[3]
- Satureja kallarica Jamzad: Die Heimat ist der Iran.[3]
- Satureja kermanshahensis Jamzad: Die Heimat ist der Iran.[3]
- Satureja khuzistanica Jamzad: Die Heimat ist der Iran.[3]
- Satureja kitaibelii Wierzb. ex Heuff.: Das Verbreitungsgebiet reicht von der nördlichen Balkanhalbinsel bis zum südwestlichen Rumänien.[3]
- Satureja laxiflora K.Koch: Das Verbreitungsgebiet reicht von Westasien bis zum Kaukasusraum.[3]
- Satureja linearifolia (Brullo & Furnari) Greuter: Die Heimat ist Libyen.[3]
- Satureja macrantha C.A.Mey.: Das Verbreitungsgebiet reicht von der östlichen Türkei bis zum nordwestlichen Iran.[3]
- Satureja metastasiantha Rech. f.: Die Heimat ist der nördliche Irak.[3]
- Winter-Bohnenkraut (Satureja montana L.): Das Verbreitungsgebiet ist das südöstliche Mitteleuropa und Südosteuropa bis zum Libanon.[3]
- Satureja mutica Fisch. & C.A.Mey.: Die Heimat ist Transkaukasien, der nördliche Iran und das südliche Turkmenistan.[3]
- Satureja nabateorum Danin & Hedge [7]: Die Heimat ist Palästina.[3]
- Satureja ×orjenii Šilić (= Satureja horvatii × Satureja montana)
- Satureja pallaryi J.Thiébaut: Die Heimat ist Syrien.[3]
- Satureja parnassica Heldr. & Sart. ex Boiss.: Die drei Unterarten sind von Griechenland bis in die westliche Türkei verbreitet.[3]
- Satureja pilosa Velen.: Das Verbreitungsgebiet ist Griechenland, Bulgarien und Norditalien.[3]
- Satureja rumelica Velen.: Die Heimat ist Bulgarien.[3]
- Satureja sahendica Bornm.: Die Heimat ist der nordwestliche Iran.[3]
- Satureja salzmannii (Kuntze) P.W.Ball: Die Heimat ist das südliche Spanien und nördliche Marokko.[3]
- Kriechendes Bohnenkraut (Satureja spicigera (K.Koch) Boiss.): Das Verbreitungsgebiet reicht von der nordöstlichen Türkei bis zum nordwestlichen Iran.[3]
- Satureja spinosa L.: Das Verbreitungsgebiet ist Kreta und die südwestliche Türkei.[3]
- Satureja subspicata Bartl. ex Vis.[4]: Das Verbreitungsgebiet reicht von Österreich bis Südosteuropa.[3]
- Satureja taurica Velen.: Es ist ein Endemit der Krim.[3]
- Thymbra-Bergminze (Satureja thymbra L.): Sie ist vom südlichen Sardinien bis ins östliche Mittelmeergebiet verbreitet.[8][3]
- Satureja thymbrifolia Hedge & Feinbrun[9]: Die Heimat reicht vom östlichen Israel bis Arabien.[3]
- Satureja visianii Šilić: Die Heimat ist die nordwestliche Balkanhalbinsel.[3]
- Satureja wiedemanniana (Avé-Lall.) Velen.: Die Heimat ist die nördliche und die südwestliche Türkei.[3]

## Nutzung
Das Sommer-Bohnenkraut (Satureja hortensis), auch Gartenbohnenkraut genannt, und das Winter-Bohnenkraut (Satureja montana), auch Berg-Bohnenkraut genannt, werden als Gewürz bzw. Küchenkraut besonders für Bohnengerichte verwendet. Die feingehackten Blätter sind sehr aromatisch und finden in Füllungen, Suppen, Omelettes und Salaten Verwendung. In alten Rezepten wird Bohnenkraut auch „Saturei“ genannt.